# Albert André
Albert André (24. května 1869, Lyon, Francie – 11. července 1954, Laudun-l'Ardoise, Francie) byl francouzský postimpresionistický malíř. Namaloval například portréty Pierra-Augusta Renoira, svého nejbližšího přítele, a Clauda Moneta.

## Životopis
Narodil se v Lyonu a zpočátku tam pracoval jako návrhář vzorů pro hedvábné látky. V roce 1889 se přestěhoval do Paříže, kde se zapsal na Académie Julian. Tam se setkal s Paulem Ransonem, Louisem Valtatem a Georgem d'Espagnatem. Připojil se ke skupině známé jako Les Nabis, ve které se seznámil i s Pierrem Bonnardem, Édouardem Vuillardem, Mauricem Denisem, Félixem Vallottonem , Albertem Marquetem a Paulem Signacem.
V roce 1894 vystavoval pět obrazů na výstavě Salonu nezávislých, kde upoutal pozornost Renoira. Přes jejich věkový rozdíl je pevné přátelství spojilo až do Renoirovy smrti v roce 1919 a on také pomohl Andrému v nasměrování jeho kariéry. Prostřednictvím obchodníka s uměním, Paula Durand-Ruela, mohl André prodat mnoho svých obrazů ve Spojených státech prostřednictvím galerií Duranda-Ruela. V letech 1895 až 1901 vystavoval na Salon des Cent (Salon stovky), Salon des Indépendants (Salon nezávislých), Exposition d'Art Nouveau (Výstava secese), Podzimní salon a v roce 1904 na Les XX. (Salon de la Libre Esthétique) v Bruselu. V roce 1912 umožnil Durand-Ruel Andrému vystavovat jeho práce v New Yorku a v roce 1913 byl vybrán na oslavu dvacátého výročí Libre Esthétique v Bruselu, kde představil díla na téma jižní Francie.Později vystavoval mnohokrát své práce v New Yorku, například v roce 1930.

V první světové válce byl demobilizován. V roce 1917 se přestěhoval do Marseille a poté do vesnice Laudun v Gardu, kde jako dítě trávil prázdniny. Jeho rodina zde vlastnila dům s malou vinicí. Stal se kurátorem muzea umění v Bagnols-sur-Cèze, zůstal zde až do své smrti. V roce 1919 vytvořil monografii Renoir, považovanou za „jednu z nejpřesnějších současných zpráv o umělcově díle“ a v roce 1921 uspořádal retrospektivu Renoirovy práce v galerii Durand-Ruel. Byl také velmi blízký uměleckému kritikovi Georgovi Bessonovi, přítelili se spolu od roku 1910. V roce 1971 se Besson rozhodl nabídnout svou uměleckou sbírku národu a odkázat ji muzeím v Besançonu a Bagnols-sur-Cèze, kde jsou nyní v k vidění v muzeu nazvaném "Albert-André Museum".
André zemřel 11. července 1954 ve věku 85 let, krátce předtím, než měla být jeho díla vystavena v Avignonu. Po jeho smrti, v roce 1955, uspořádal Podzimní salon retrospektivu jeho děl. Dnes je mnoho jeho obrazů ve velkých světových muzeích, jako je Muzeum moderního umění v New Yorku, Institut umění v Chicagu, muzea ve Filadelfii a Washingtonu, D.C., pařížské Musée d'Orsay, Galerie Rienzo a muzeum Albert-André Museum ve Francii.

## Galerie

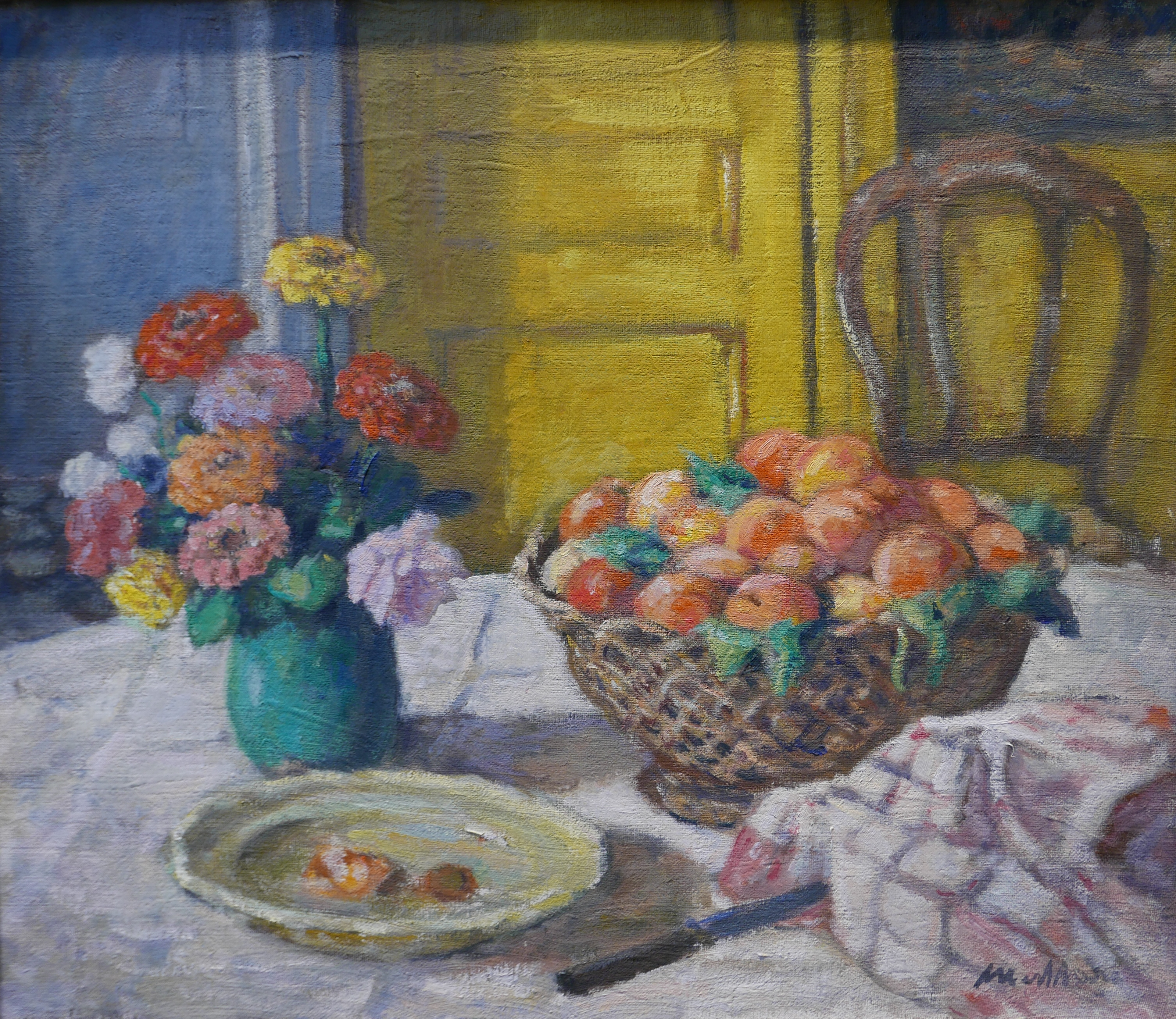
Zátiší (1942)
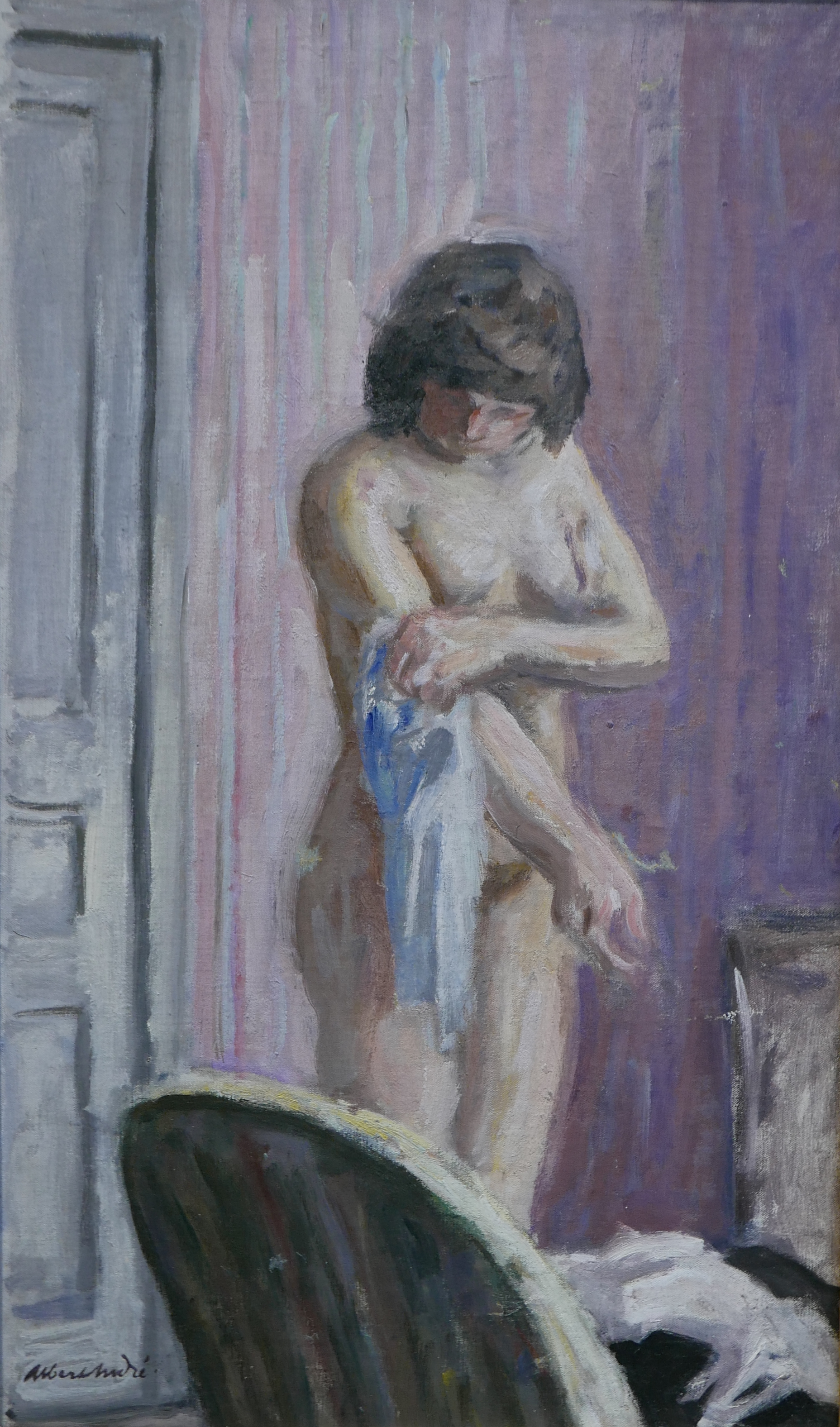
Akt (1912)
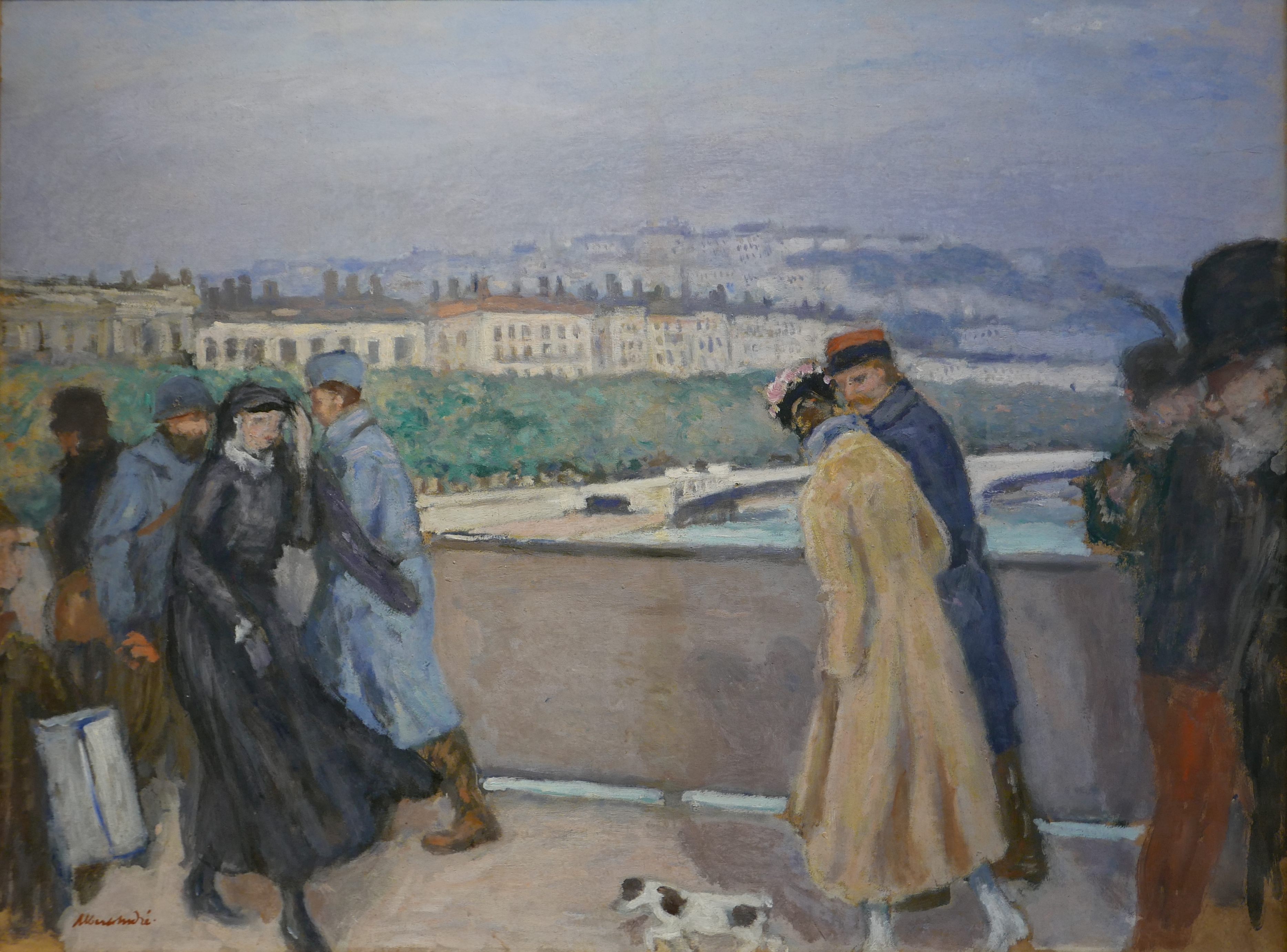
Most v Lyonu (1916)
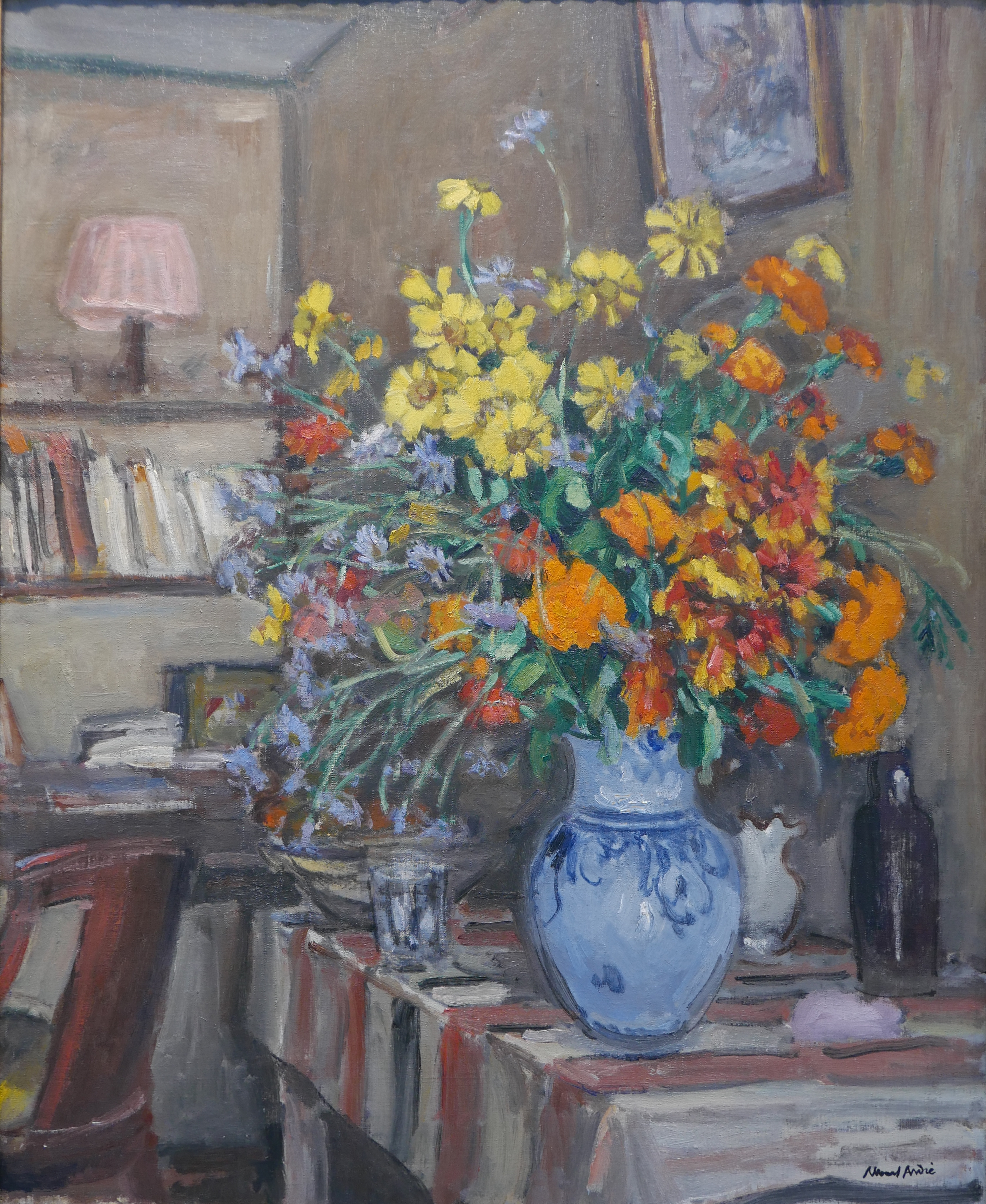
Květiny (1938)
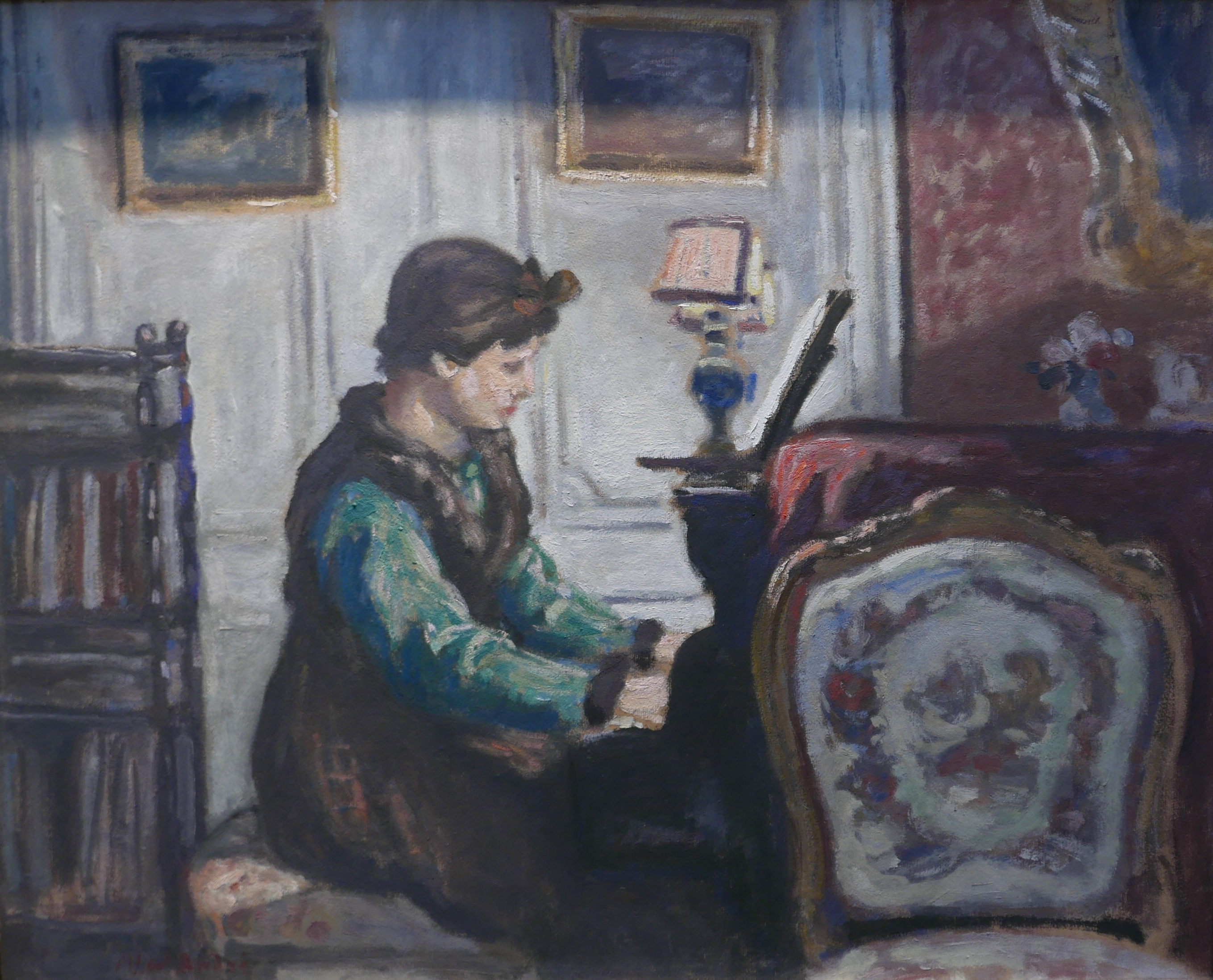
Hra na piano (1915)
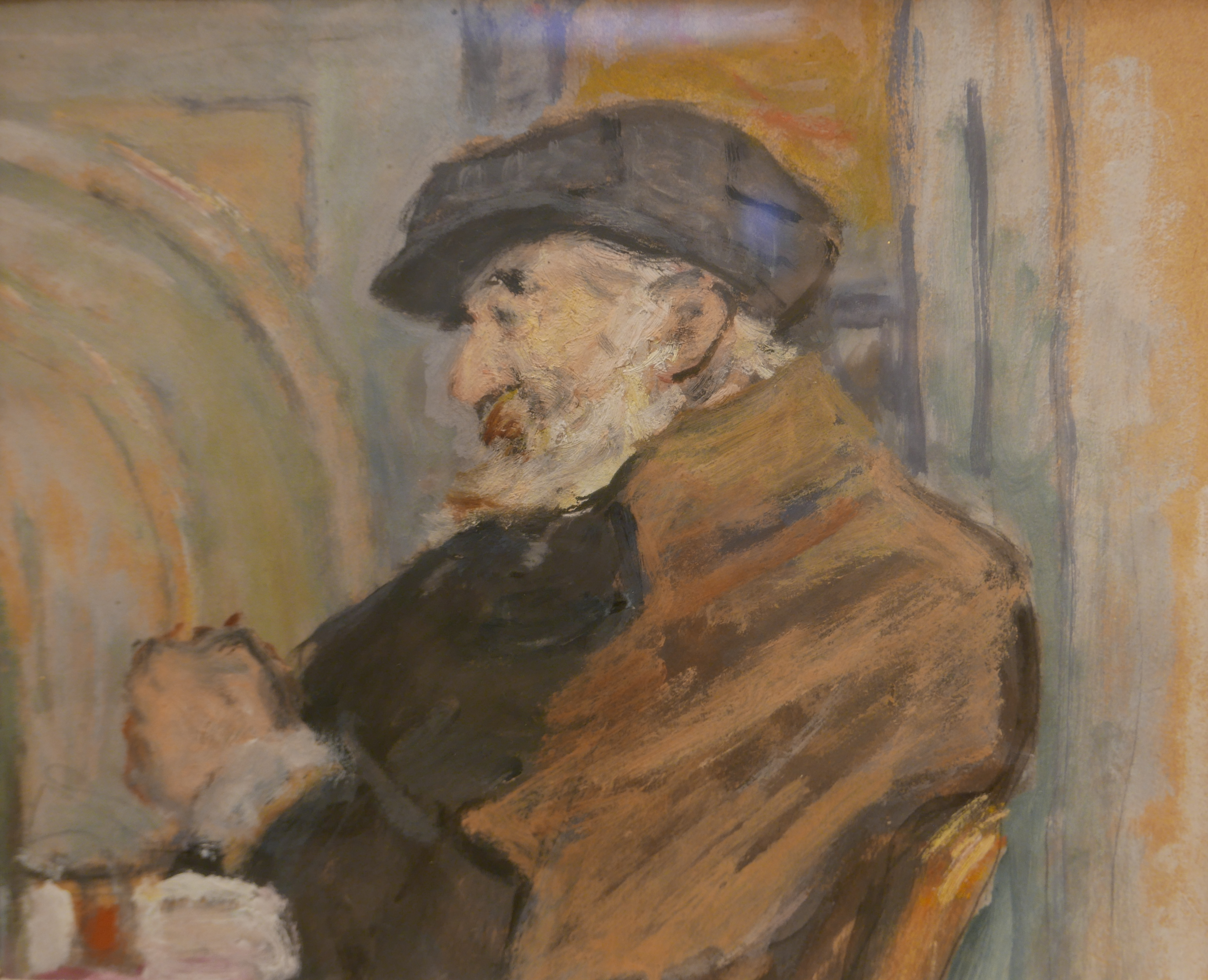
Renoir (1918)
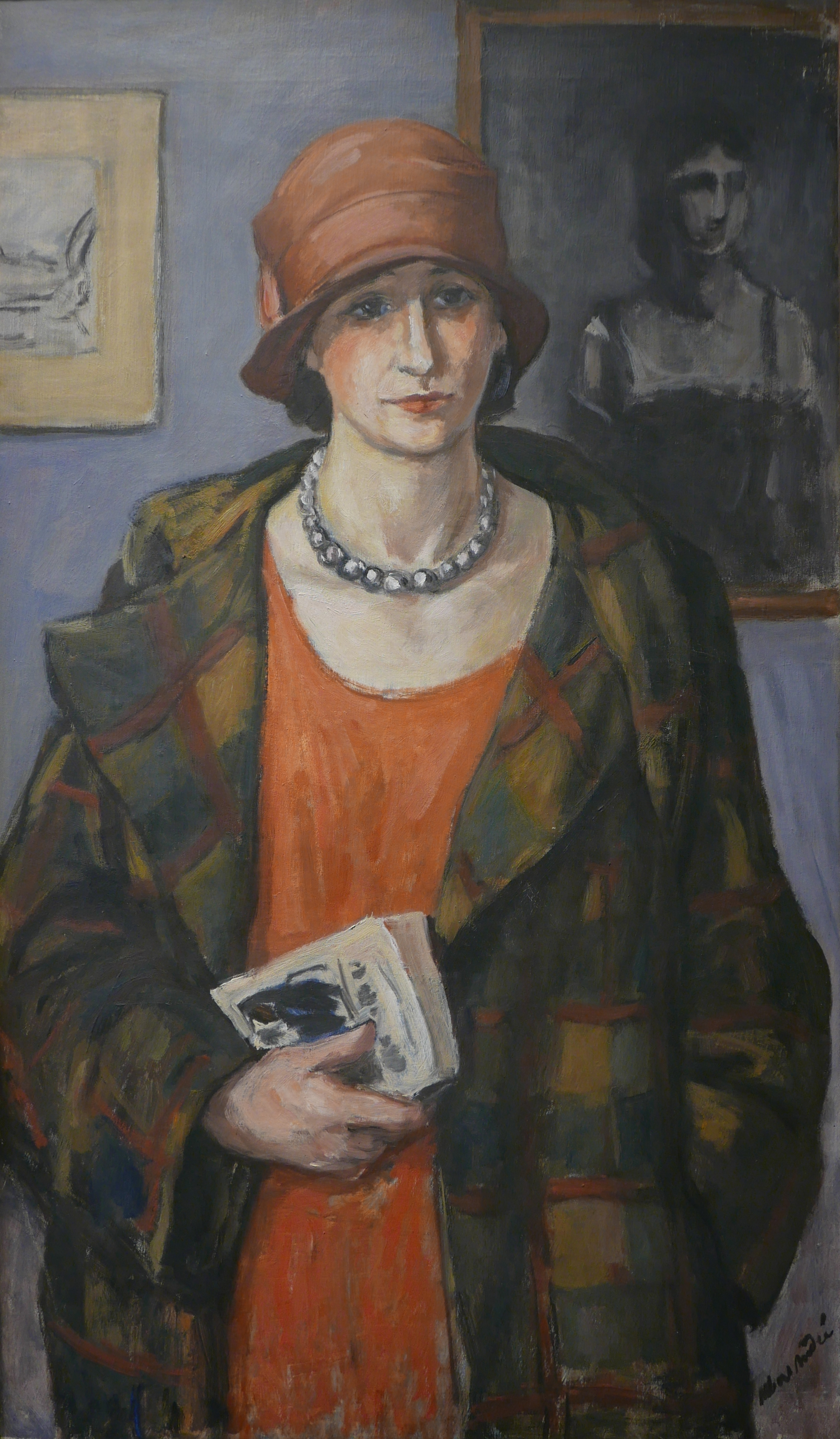
Žena v červeném (1926)